# Hypena speculalis
Hypena speculalis är en fjärilsart som beskrevs av Swinhoe 1885. Hypena speculalis ingår i släktet Hypena och familjen nattflyn. Inga underarter finns listade i Catalogue of Life.